# The Dewberry
The Dewberry, en Charleston, Carolina del Sur, es un hotel construido en 1964-1965 con un estilo moderno de mediados de siglo.
Originalmente era el Edificio Federal L. Mendel Rivers, llamado así en 1964 por L. Mendel Rivers. Era un edificio de oficinas de siete pisos ubicado al otro lado de Meeting Street de Marion Square. Dañado en 1999 por el huracán Floyd y que tras ser desocupado fue adquirido en enero de 2008 por un promotor privado y posteriormente se convirtió en hotel.
Se encuentra dentro del distrito histórico de Charleston, aunque el distrito cuenta con muchos edificios mucho más antiguos. El documento de nominación del NRHP del distrito no establece si este edificio podría considerarse una intrusión o si se consideró que contribuía al carácter histórico del distrito.
Fue incluido por el National Trust for Historic Preservation como miembro de Historic Hotels of America desde 2016.